# The Best of the Black President
The Best of Black President, aussi nommé "Best Best of Fela Kuti", est une compilation posthume de l'œuvre de Fela Kuti, publiée en 1999. Elle est rééditée en France en 2022 par Barclay. Elle reprend sur deux CD ses plus grands succès.

## Liste des chansons

### CD 1
1. Lady - 13:49
2. Shakara -  13:26
3. Gentleman  - 11:02
4. Water No Get Enemy - 9:50
5. Zombie - 12:25
6. Sorrow, Tears and Blood - 10:15
7. No Agreement  - 7:54

### CD 2
1. Roforofo Fight - 15:41
2. Shuffering and Shmiling (Part 2) - 12:25
3. Coffin for Head of State (Part 2) - 13:22
4. ITT - 13:42
5. Army Arrangement - 17:02
6. ODOO overtake don overtake6:54